# Rue de Thillois
La rue de Thillois est une rue du centre-ville de Reims, en France.

## Toponymie

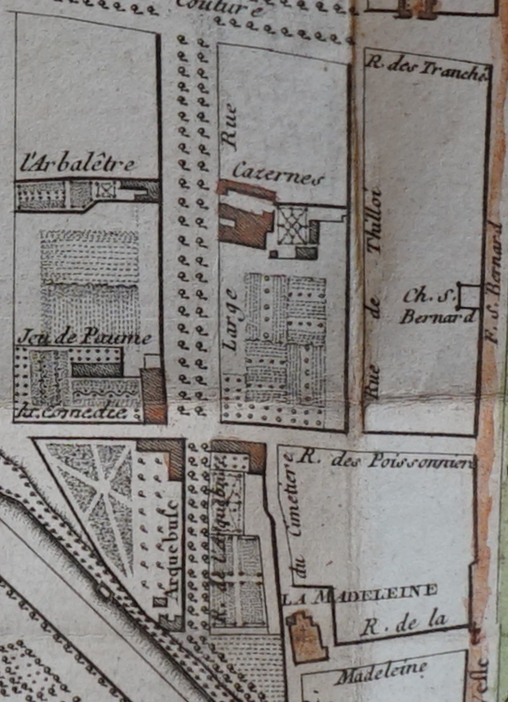
Début XIXe siècle.

La rue prend officiellement le nom de rue de Thilloi en 1765. Cependant, elle est mentionnée sous les noms rue de Tilloy en 1183 et rue de Tillois en 1294. Le nom « Thillois » renvoie soit à une commune à l'ouest de Reims, soit à un patronyme. Il peut aussi être dérivé du vieux français « til », un matériau servant à fabriquer les cordes de puits,.

## Historique
En 1339, après la destruction de leur abbaye par les Anglais, les religieuses cisterciennes de Clairmarais s'installent dans un bâtiment rue de Thillois,. Elles sont ensuite remplacées par des moines venus de Clairvaux.
Au XVe siècle, une enceinte de la rue de Thillois abrite la réserve d'armements des fortifications rémoises de la Vesle.
Les sœurs du Saint Enfant Jésus ont tenu une école gratuite pour filles au numéro 24 de la rue de Thillois. La plaque du nom de l'école du Saint-Enfant-Jésus est endommagée lors de la Révolution.
L'espace compris entre la rue de Thillois et l'actuelle rue Buirette, au niveau de la place d'Erlon, accuellait autrefois le terrain Franc-Jardin (ou Franc-Quarré), délimité par des bornes en 1754. En 1844, Prosper Tarbé rapporte que des loges se trouvent de part et d'autre de l'angle de la rue de Thillois et de l'actuelle place Drouet-d'Erlon.

## Bâtiments remarquables
- le cinéma-opéra, façade Art déco, monument historique depuis 1981[4].

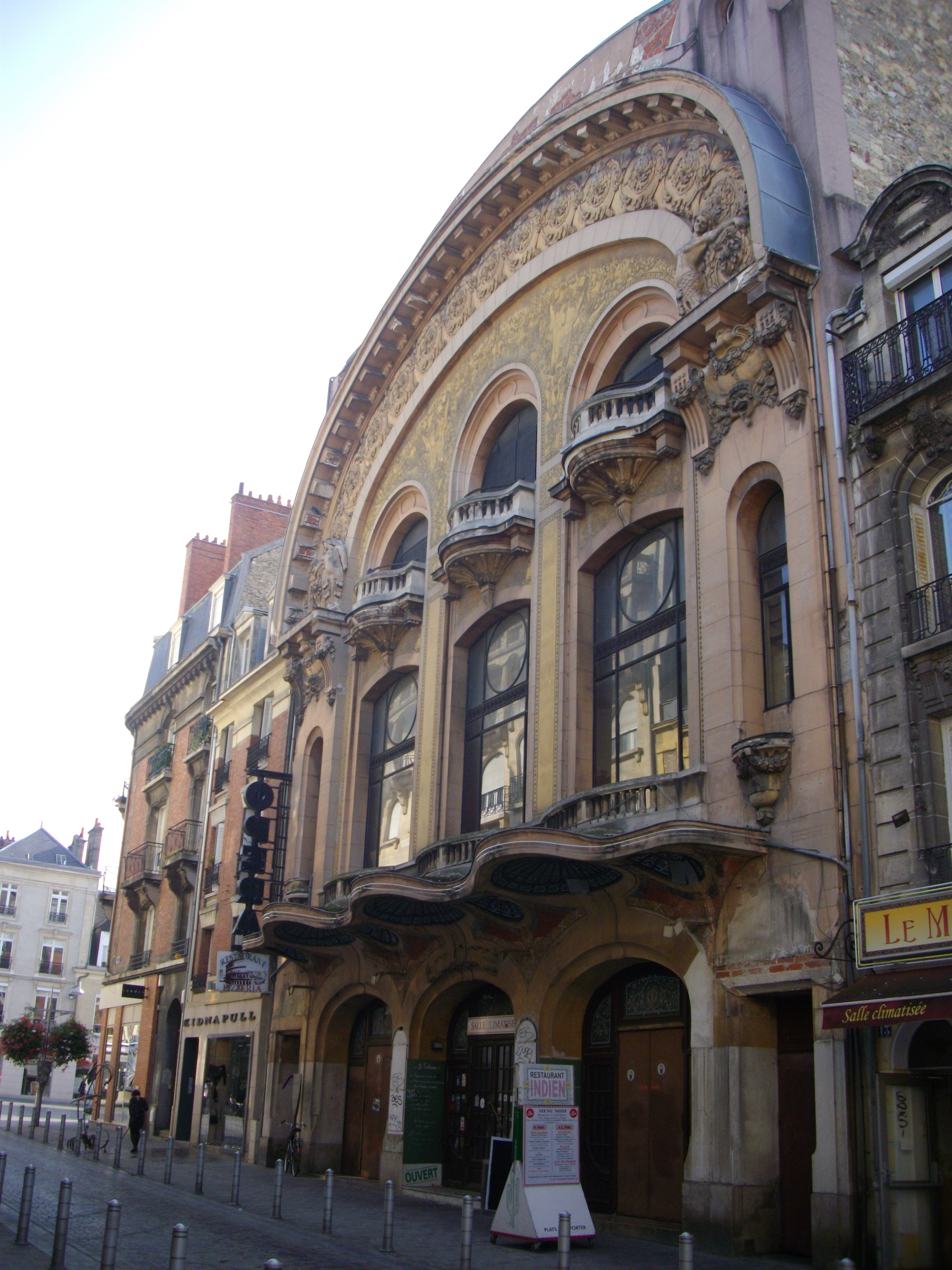
La façade du cinéma-opéra
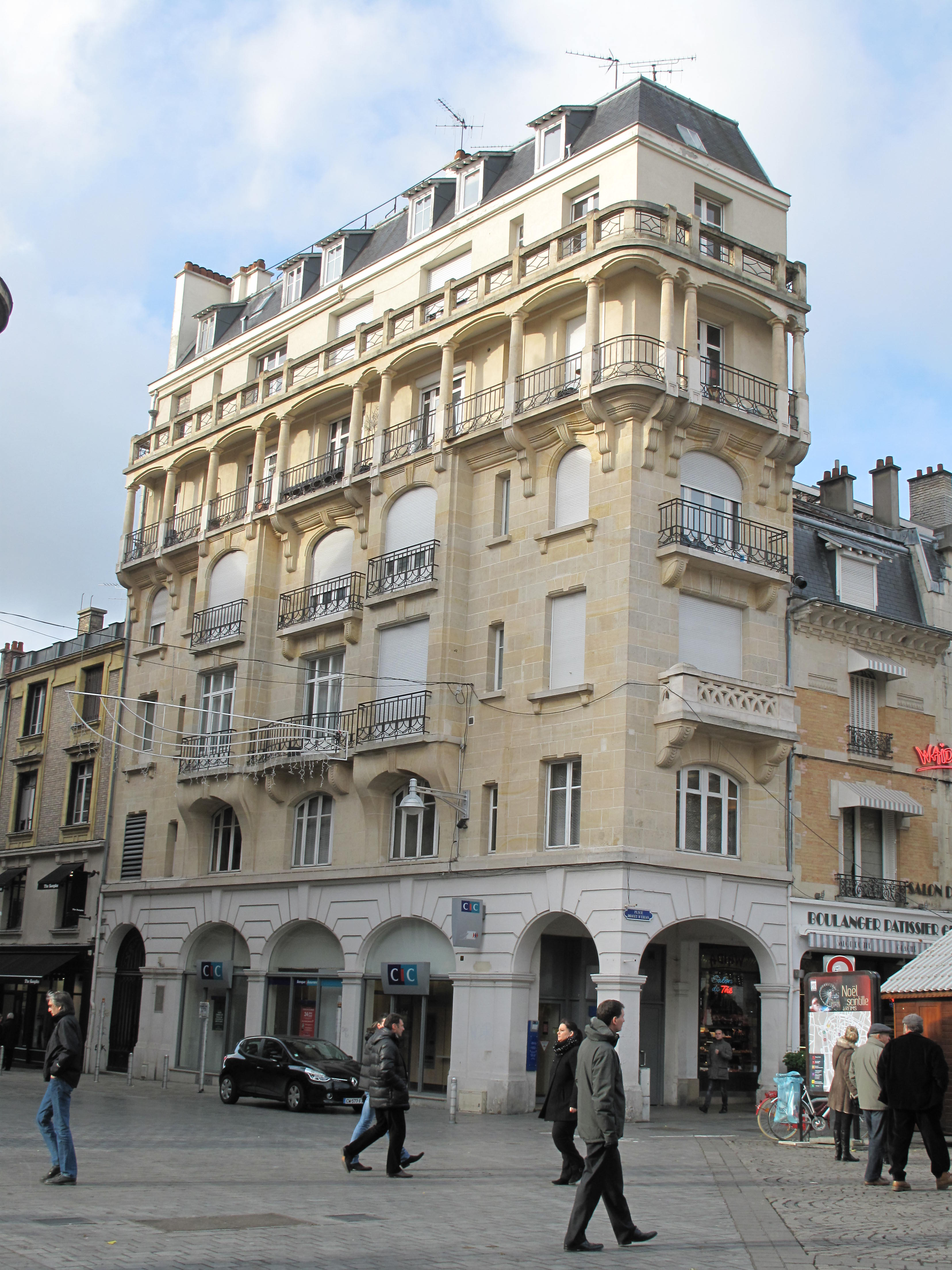
Un immeuble Art déco dans l'angle de la place Drouet-d'Erlon,
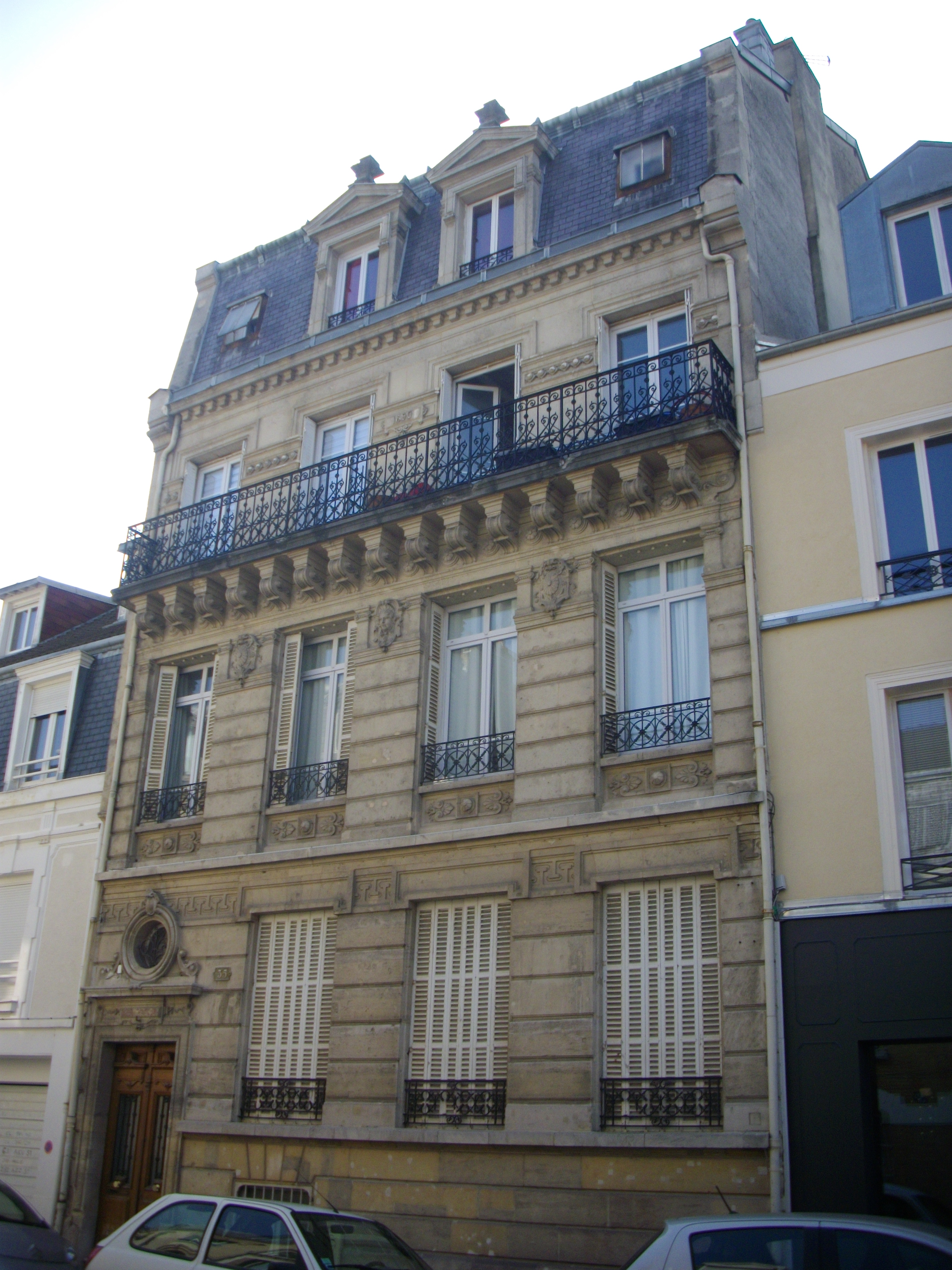
Au no 35,
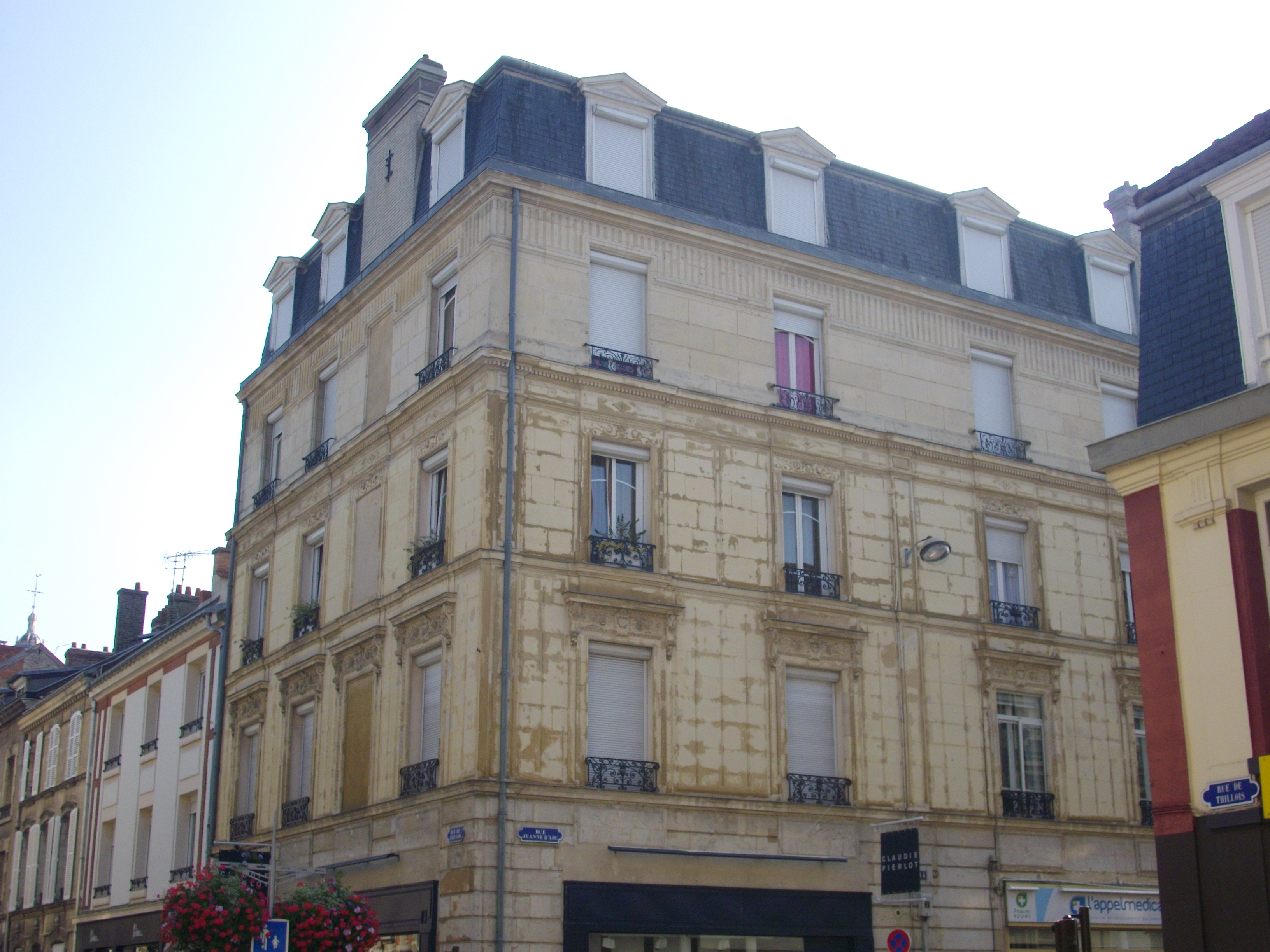
À l'angle de la rue Jeanne-d'Arc.